# Morgen !
Morgen ! (« Demain ! » en allemand), op. 27, no 4, est le dernier d'un ensemble de quatre lieder composés en 1894 par le compositeur allemand Richard Strauss. Son exécution dure environ trois minutes et demi.
Le texte de ce lied est tiré d'un poème éponyme écrit par le contemporain de Richard Strauss, le poète John Henry Mackay, qui est en partie d'origine écossaise mais a grandi en Allemagne.

## Contexte
Strauss avait rencontré Mackay à Berlin, et mis Morgen ! en musique le 21 mai 1894. C'était l'un de ses quatre lieder op. 27 qu'il a offert en cadeau de mariage à sa femme Pauline Strauss-De Ahna. Il met en musique initialement le poème pour être accompagné avec piano seul, et pour piano avec violon.
« Morgen ! » est l'une des œuvres les plus connues et les plus enregistrées de Strauss. Strauss lui-même l'a enregistré en 1919 en accompagnant le ténor Robert Hutt au piano, et une seconde fois en 1941 avec le ténor Julius Patzak et l'Orchestre d'État de Bavière. Il l'enregistra une dernière fois le 11 juin 1947 lors d'une émission en direct à la radio avec l'Orchestre della Svizzera Italiana et la soprano Annette Brun.

## Accompagnement(s)
Strauss compose le lied à l'origine pour être accompagnée au piano. Or, en 1897, il orchestre l'accompagnement pour cordes d'orchestre (ajouté d'un violon solo), une harpe et trois cors. Les cordes orchestrales sont en sourdine et la dynamique est pianissimo ou plus douce. La harpe, jouant des arpèges, et le violon solo accompagnent continuellement jusqu'au mot stumm, auquel point les cors entrent. Le violon et la harpe réintègrent après Schweigen, et les cors se taisent jusqu'aux dernières mesures. Le dernier accord est rejoint par un cor solo.

## Opus 27
Les trois autres lieder de l'opus 27 de Strauss sont les suivants :
1. Ruhe, meine Seele ! (Nicht ein Lüftchen regt sich leise) ;
2. Cäcilie (Wenn du es wüßtest) ;
3. Heimliche Aufforderung (Auf, hebe die funkelnde Schale).